# Christian Monggaard
Christian Monggaard (født 1972 i Silkeborg) er en dansk filmskribent og -redaktør. Han virker som filmjournalist og anmelder ved Information.
Derudover har han udgivet flere bøger, blandt andet biografier om Wikke & Rasmussen (2006), Erik Balling (2011) og Ib Tardini (2015) samt et par bøger med film- og tv-quiz. Den 19. september 2017 udkom bogen Drømmen om Hollywood, som han har skrevet sammen med Jacob Wendt Jensen. Den handler om de mange danske filmfolk, der gennem de seneste 100 år har søgt lykken i den amerikanske film- og tv-industri.
I 2019 udkom bogen Brug dit hjerte som telefon der handler om Wikke & Rasmussen. Desuden er der en bog om Robert Crumb på vej.